# Seznam rimskokatoliških nadškofov Ljubljane
Škofija Ljubljana je bila ustanovljena leta 1461, ustanovil pa jo je cesar Friderik III. S tem je Ljubljana po približno 850 letih ponovno postala škofijski sedež kot naslednica antične Škofije Emona. To je bil prvi primer obnovitve škofijskega sedeža na področju današnje Slovenije. Drugi primer je Škofija Celje, ki je leta 2006 pravtako postala sedež na ozemlju antične Škofije Celeia. Tretja antična škofija, tista v Poetoviu, ni bila obnovljena, pač pa le priznana s statusom naslovne škofije, ki ga je prejela leta 2000.
Srednjeveška Škofija Ljubljana je bila prvič povišana v nadškofijo v Novem veku v letih 1788 do 1807 in takrat je postal škof Mihael Brigido prvi in edini nadškof in metropolit. Po ukinitvi nadškofije in metropolije je bila v Ljubljani spet škofija, do leta 1961, ko jo je papež Janez XXIII. ob 500-letnici obstoja ponovno povzdignil v nadškofijo, prvi novi nadškof pa je postal Anton Vovk. Leta 1968 jo je papež Pavel VI. določil tudi za sedež metropolije, metropolit pa je postal nadškof Jožef Pogačnik.

## Emonski škofje
- Maksim, omenjen leta 381 in 390
- Patricij, omenjen leta 579 in 590[1]

## Ljubljanski škofje
| #   | Slika                     | Ime                       | Rojen, umrl                                                                                                   | Škof                                 | Opombe |
| --- | ------------------------- | ------------------------- | --- | ------------------------------------ | --- |
| 1.  | Klikni za spremembo slike | Žiga Lamberg              | okoli 1415, grad Gutenberg pri Tržiču 18. junij 1488, Ljubljana                                               | 3. julij 1463 1488                   | |
| 2.  | Klikni za spremembo slike | Krištof Ravbar            | 11. marec 1478 26. oktober 1536, Dunaj                                                                        | 1488 1536                            | ni popolnoma jasno, kdaj je v resnici prevzel upravljanje škofije |
| 3.  | Klikni za spremembo slike | Franc Kacijanar           | okoli 1488, Begunje 31. marec 1544, Ljubljana                                                                 | 1536 1543                            | |
| 4.  | Klikni za spremembo slike | Urban Tekstor             | okoli 1491, Lipa 30. marec 1558, Donauwörth                                                                   | 1543 1558                            | |
| 5.  | Klikni za spremembo slike | Peter Seebach             | okoli 1500, Smlednik 25. december 1568, Gornji grad                                                           | 1561 1568                            | |
| 6.  | Klikni za spremembo slike | Konrad Adam Glušič        | okoli 1527, Komen po 24. maju 1578, Gornji Grad                                                               | pred 5. aprilom 1571 1578            | |
|     | Klikni za spremembo slike | Baltazar Radlič           | 1533, Višnja Gora 15. maj 1579, Gornji grad                                                                   | 1579                                 | umrl pred škofovskim posvečenjem |
| 7.  | Klikni za spremembo slike | Janez Tavčar              | okoli 1544, Štanjel 24. avgust 1597, Gradec                                                                   | avgust 1580 1597                     | |
| 8.  | Klikni za spremembo slike | Tomaž Hren                | 13. november 1560, Ljubljana 10. februar 1630, Gornji Grad                                                    | 1597 1630                            | |
| 9.  | Klikni za spremembo slike | Rinaldo Scarlicchio       | 16. stoletje, Gradec 1640, Ljubljana                                                                          | 1630 1640                            | prej škof Škofije Trst |
| 10. | Klikni za spremembo slike | Oton Friderik Buchheim    | 3. april 1604 3. april 1664 ?                                                                                 | 21. april 1641 3. april 1664 ?       | |
| 11. | Klikni za spremembo slike | Jožef Rabatta             | 1620 1683 | 11. november 1664 28. november 1683  | |
| 12. | Klikni za spremembo slike | Žiga Krištof Herberstein  | 13. februar 1644, Gradec 20. julij 1716, Perugia                                                              | 1. maj 1684 24. maj 1701             | |
| 13. | Klikni za spremembo slike | Franc Ferdinand Kuenburg  | 5. februar 1651, Moš, danes Italija 7. August 1731                                                            | 18. julij 1701 10. april 1711        | potem nadškof Nadškofije Praga |
| 14. | Klikni za spremembo slike | Franc Karl Kaunitz        | 2. november 1676 25. september 1717                                                                           | 7. junij 1711 25. september 1717     | |
| 15. | Klikni za spremembo slike | Viljem Leslie             | 1650 4. april 1727                                                                                            | 5. januar 1718 4. april 1727         | prej škof koadjutor Škofije Trst ter škof Škofije Vác |
| 16. | Klikni za spremembo slike | Žiga Feliks Schrattenbach | 10. januar 1674, Gradec 12. junij 1742, Gornji grad                                                           | 17. marec 1728 12. junij 1742        | |
| 17. | Klikni za spremembo slike | Ernest Amadej Attems      | 21. december 1694 5. december 1757                                                                            | 6. oktober 1742 5. december 1757     | prej pomožni škof Škofije Passau |
| 18. | Klikni za spremembo slike | Leopold Jožef Petazzi     | 18. julij 1703 22. november 1772                                                                              | 22. september 1760 22. november 1772 | prej škof Škofije Trst |
| 19. | Klikni za spremembo slike | Karel Janez Herberstein   | 7. junij 1719, Gradec 7. oktober 1787, Ljubljana                                                              | 28. november 1772 7. oktober 1787    | prej koadjutor; za življenja mu ni uspela ustanovitev nadškofije |
| 20. | Klikni za spremembo slike | Mihael Brigido            | 9. februar 1742, Trst 23. julij 1816, Trst                                                                    | 27. april 1788 24. oktober 1806      | nadškof in metropolit v Ljubljani (edini do leta 1968), potem škof Škofije Spiš |
| 21. | Klikni za spremembo slike | Anton Kavčič              | 8. december 1743, Idrija 17. marec 1814                                                                       | 15. julij 1807 17. marec 1814        | prej pomožni škof Nadškofije Dunaj |
| 22. | Klikni za spremembo slike | Avguštin Gruber           | 23. junij 1763, Dunaj 28. junij 1835, Salzburg                                                                | 8. september 1816 16. februar 1823   | potem nadškof Nadškofije Salzburg |
| 23. | Klikni za spremembo slike | Anton Alojzij Wolf        | 14. junij 1782, Idrija 7. februar 1859, Ljubljana                                                             | 2. oktober 1824 7. februar 1859      | |
| 24. | Klikni za spremembo slike | Jernej Vidmar             | 11. avgust 1802, Kranj 17. maj 1883, Kranj                                                                    | 17. junij 1860 1875                  | koncilski oče 1. vatikanskega koncila |
| 25. | Klikni za spremembo slike | Janez Zlatoust Pogačar    | 22. januar 1811, Vrba 25. januar 1884, Ljubljana                                                              | 5. september 1875 25. januar 1884    | |
| 26. | Klikni za spremembo slike | Jakob Missia              | 30. junij 1838, Hrastje - Mota 24. marec 1902, Gorica                                                         | 7. december 1884 24. marec 1898      | potem nadškof Nadškofije Gorica, kasneje prvi slovenski kardinal ter član Rimske kurije |
| 27. | Klikni za spremembo slike | Anton Bonaventura Jeglič  | 29. maj 1850, Begunje 2. julij 1937, Stična                                                                   | 24. marec 1898 17. maj 1930          | prej pomožni škof Nadškofije Vrhbosna (Sarajevo), po upokojitvi naslovni nadškof |
| 28. | Klikni za spremembo slike | Gregorij Rožman           | 9. marec 1883, Dolinčiče, Koroška, danes Avstrija 16. november 1959, Cleveland, Ohio, Združene države Amerike | 17. maj 1930 16. november 1959       | prej 1 leto koadjutor; de facto škof do 5. maja 1945, ko je pobegnil v tujino, de iure škof do smrti. Do 14. junija 1945, ko je bil aretiran, je vodil škofijo generalni vikar Ignacij Nadrah, za njim generalni vikar Anton Vovk, ki je 1. decembra 1946 postal pomožni škof |
| 29. | Klikni za spremembo slike | Anton Vovk                | 19. maj 1900, Vrba 6. julij 1963, Ljubljana                                                                   | 26. november 1959 6. julij 1963      | 1946 pomožni škof, 1950 še apostolski administrator, 1959 redni škof, od 22. decembra 1961 redni nadškof, koncilski oče 2. vatikanskega koncila, kandidat za svetnika |
| 30. | Klikni za spremembo slike | Jožef Pogačnik            | 28. september 1902, Kovor 25. marec 1980, Ljubljana                                                           | 2. marec 1964 23. februar 1980       | koncilski oče 2. vatikanskega koncila; 1963 pomožni škof in nato apostolski administrator; 1964 redni nadškof, od 22. novembra 1968 metropolit (umeščen 1969) |
| 31. | Klikni za spremembo slike | Alojzij Šuštar            | 14. november 1920, Grmada 29. junij 2007, Ljubljana                                                           | 13. april 1980 5. marec 1997         | prvi predsednik Slovenske škofovske konference (ob ustanovitvi 1983 še »pokrajinske« kot sestavnega dela jugoslovanske, od 1993 priznano samostojne) |
| 32. | Klikni za spremembo slike | Franc Rode                | 23. september 1934, Ljubljana                                                                                 | 6. april 1997 11. februar 2004       | kasneje prefekt Kongregacije ustanov posvečenega življenja in družb apostolskega življenja ter (kurijski) kardinal |
| 33. | Klikni za spremembo slike | Alojz Uran                | 22. januar 1945, Spodnje Gameljne 11. april 2020, Ljubljana                                                   | 4. december 2004 28. november 2009   | prej 12 let pomožni škof; prisiljen je bil v odstop, ko je bil v bolnišnici |
| 34. | Klikni za spremembo slike | Anton Stres               | 15. december 1942, Donačka Gora                                                                               | 28. november 2009 31. julij 2013     | prej pomožni škof Škofije Maribor, prvi škof Škofije Celje in nadškof-koadjutor Nadškofije Maribor |
| 35. | Klikni za spremembo slike | Stanislav Zore            | 7. september 1958, Znojile                                                                                    | 23. november 2014 trenutni nadškof   | prej provincialni minister Slovenske frančiškanske province sv. Križa |

## Pomožni škofje
- Mihael Kumar (8. januar 1640−30. junij 1651)
- Karel Janez Herberstein (7. januar 1770−5. december 1772)
- Franc Jožef Mikolič (23. januar 1790−4. december 1793)
- Franz von Raigesfeld (8. oktober 1795−16. julij 1800)
- Johannes Antonius de Ricci (4. oktober 1801−27. julij 1818)
- Gregorij Rožman (14. julij 1929−17. maj 1930)
- Anton Vovk (1. december 1946−26. november 1959)
- Jožef Pogačnik (7. april 1963−2. marec 1964)
- Stanislav Lenič (14. januar 1968−4. januar 1991)
- Jožef Kvas (12. junij 1983−29. december 2005)
- Alojzij Uran (6. januar 1993−4. december 2004)
- Andrej Glavan (12. junij 2000−7. april 2006), za tem škof v Novem mestu
- Anton Jamnik (8. januar 2006−)
- Franc Šuštar (15. marec 2015−)